# Thomas Blount
Thomas Blount (Bordesley, Worcestershire, 1618 –  Orleton, Herefordshire, 1679. december 26.) angol jogász, lexikográfus, heraldikus. A neve előfordul Blut alakban is. Apja az orletoni (Herefordshire) Myles Blount, aki a monklandi Roger Blunt ötödik fia volt.

## Élete
Jelentős vagyonra tett szert Essexben és Warwickshire-ben. Meghívták az Inner Temple törvényszékére.
Mivel ragaszkodott katolikus hitéhez, a foglalkozását sem gyakorolhatta. Orletoni birtokára visszatérve magánúton folytatta
jogi tanulmányait, széles körű ismeretekre tett szert más tudományterületeken is és hasznos tanácsokkal látta el a
szomszédait. Enciklopédikus műveket és egy jelentős jogi szótárt írt. Művei nagy részét – valószínűleg az üldözés
miatt – neve kezdőbetűi alatt jelentette meg. Az 1661-es kiadásnál valószínűleg ő bővítette ki Henry Peacham
művének heraldikai részét. 1679-ben halt meg szélütés következtében, Szt. István napján, orletoni birtokán. Jelentős
könyvtárat és kéziratgyűjteményt hagyott hátra.
Fő művei a Glossographia (1656) című szómagyarázó szótár, a  Nomolexicon (1670) című jogi szótár és a
Fragmenta Antiquitatis (1679) című jogi mű. Boscobel (1651) című könyve II. Károly őrizetbevételét mondja
el Worcester után, valamint tartalmazza a király beszámolóját, melyet Samuel Pepysnek mondott tollba.

## Művei
- Glossographia; or, a dictionary interpreting the hard 'words of whatsoever language, now used in our refined English tongue (1656, új kiadása 1707)
- Nomolexicon: a law dictionary interpreting such difficult and obscure words and terms as are found either in our common or statute, ancient or modern lawes (1670; harmadik kiadása W. Nelson kiegészítéseivel, 1717)
- Fragmenta Antiquitatis: Ancient Tenures of land, and jocular customs of some mannors (1679; bővített kiadása J. Beckwith által és H. M. Beckwith kiegészítésével; javított és bővített kiadása W. C. Hazlitt által, 1874)
- Boscobel (1651) (szerkesztett kiadása bibliográfiával C. G. Thomas által, 1894)